# Разумовская, Елена Николаевна
Елена Николаевна Разумовская (25 июня 1935 — 28 апреля 2023) —  советский и российский фольклорист, этномузыколог, педагог. Член Союза композиторов России. Член Санкт-Петербургской благотворительной историко-просветительской правозащитной общественной организации «Мемориал».

## Биография
Родилась в семье Николая Ивановича Богомягкова, учителя истории, потомственного забайкальского казака, и Раисы Самойловны Тропп, учителя немецкого языка.
Довоенное детство прошло в Ленинграде. В 1938 году отец был арестован и осуждён на 10 лет заключения в лагерях. Военные годы провела с матерью в эвакуации в Уфе и Челябинске, в сентябре 1945 года вернулась в Ленинград. Окончила среднюю и музыкальную школы; в 1952 году поступила в Музыкальное училище им. Римского-Корсакова на теоретико-композиторский отдел; в 1955 году в Ленинградскую консерваторию на теоретико-композиторский факультет по специальности «Музыковедение». Защитила диплом "Песни Малера на народные тексты из сборника «Волшебный рог мальчика» (1963).
По окончании Консерватории работала преподавателем теоретических дисциплин в детских музыкальных школах Кировского и Невского районов Ленинграда. В 1970 году была приглашена в Музыкальное училище им. Римского-Корсакова на должность преподавателя фольклора, где проработала 42 года и познакомила сотни студентов с народной традиционной культурой.
С 1971 года проводила ежегодные студенческие фольклорные экспедиции в западных районах России и в Белоруссии. На основе собранных в экспедициях фольклорно-этнографических материалов в музыкальном училище был открыт кабинет фольклора с обновляющейся экспозицией предметов быта, традиционной одежды, народных музыкальных инструментов, фотоматериалов, собран обширный архив текстового и музыкального материала по народным традициям Псковской, Смоленской, Тверской и Ленинградской областей.
Сферой научных интересов Елены Николаевны Разумовской была традиционная культура русско-белорусского пограничья, обрядовый фольклор, жизнь «островной» культуры русских крестьян в иноязычном и иноконфессиональном окружении, личностное начало в фольклорном творчестве, поиск новых методов фиксации вокальных сигналов, проблемы раннефольклорного интонирования, формирования лада и музыкального строя в процессе сольного и коллективного вокального исполнения.
Она организовывала фольклорные праздники и фестивали в Санкт-Петербурге, Пскове, Псковской, Смоленской и Тверской областях. Выступила нициатором и организатором ежегодного Усвятского фольклорного фестиваля памяти народной певицы Ольги Федосеевны Сергеевой, исполнительское творчество которой было открыто Е. Н. Разумовской. Песни О. Ф. Сергеевой были изданы на пластинках и компакт дисках и стали широко известны творческому сообществу России и других стран. Они звучат в фильме «Ностальгия» Андрея Тарковского, их используют современные исполнители и аранжировщики народных песен.
Активно занималась просветительской и благотворительной деятельностью, проводя открытые лекции и этнографические концерты перед взрослой и детской аудиториями (в том числе в больницах и детских домах), образовательные лекции и мастер-классы по теме «Русская традиционная культура» в Академии постдипломного педагогического образования.
В 2013 году Елена Николаевна передала свой уникальный архив фольклорных экспедиций и научных исследований в Институт Русской литературы (Пушкинский дом) Российской академии наук и Российский этнографический музей.
Многие ученики Елены Николаевны Разумовской стали исследователями и преподавателями, многие композиторы благодарны ей за первое знакомство с народным творчеством. Среди её учеников известные современные деятели культуры: историк, лектор и издатель Игорь Воеводский, музыковед Ольга Дигонская, скрипач и дирижер Владимир Шуляковский, композитор, клавесинист и исследователь старинной музыки Владимир Радченков, композитор и общественный деятель Михаил Журавлёв, композитор и вокалистка Елена Иготти, музыковед-кампанолог Александр Никаноров, этномузыковед Жанна Пяртлас (Краснова), этномузыковед и руководитель фольклорного ансамбля «Студия Санкт-Петербург» Александр Ромодин, композитор и режиссёр Виталий Федько, педагог и автор учебников для детей по теории музыки Татьяна Первозванская, историк и этнограф Александр Финченко, композитор Андрей Фролов, композитор, музыковед и радиожурналист Александр Харьковский, музыкальный критик Надежда Маркарян и др.
В 2000 году на основе аутентичных записей и нотных расшифровок народного пения, опубликованных в сборнике «Традиционная музыка Русского Поозерья» (составитель Е. Н. Разумовская), композитор Леонид Десятников написал цикл «Русские сезоны» для скрипки, сопрано и струнного оркестра.
Скончалась 28 апреля 2023 года. По желанию Е.Н. Разумовской ее прах был развеян в Санкт-Петербурге над Невой.

## Просветительская деятельность
Е.Н. Разумовская была инициатором, организатором и участником многих культурно-просветительских проектов.
В 2002—2003 годах Елена Николаевна провела мастер-классы в нескольких образовательных центрах г. Пушкинские Горы (Научный центр, Школа искусств, Клуб, общеобразовательные школы) в рамках Проекта реставрации фольклорных культурных традиций вокруг села Михайловское.
В 2004 году приняла участие в двух юбилейных конференциях (в Смоленске и Санкт-Петербурге), посвящённых 200-летию со дня рождения М. И. Глинки.
Начиная с 2004 года проводила мастер-классы в Псковском областном центре фольклора. В этом же году организовала и провела первый Усвятский фольклорный фестиваль памяти псковской певицы О. Ф. Сергеевой с участием студентов и выпускников Санкт-Петербургского музыкального училища им. Н. А. Римского-Корсакова. Фестиваль памяти Ольги Сергеевой стал ежегодным и проводится до сих пор.
Выступала с докладами на многих российских и международных научных конференциях, в том числе в международных научных чтениях памяти Л. С. Мухаринской в Минске (2006), во Всероссийской педагогической конференции памяти Ф. А. Рубцова «Традиции и особенности развития русской музыки от Глинки до современности» в Смоленске (2007).
В 2008 году провела лекцию-концерт «Современные композиторы и фольклор» в Музее Анны Ахматовой (Фонтанном доме) с участием петербургских композиторов и выпускников музыкального училища им. Римского-Корсакова и членов фольклорного ансамбля «Верея».
Для руководителей фольклорных ансамблей провела мастер-класс на фольклорном фестивале в Тихвине в 2008 году.
С 2012 по 2015 год проводила лекции, мастер-классы и семинары по темам «Русская традиционная культура», «Композитор и фольклор», «Как научиться любить и понимать музыку» в рамках образовательных проектов для учителей и учащихся общеобразовательных школ Санкт-Петербурга .

## Основные публикации
Фольклорные сборники
- Традиционная музыка русского Поозерья (по материалам экспедиций 1971—1992 годов): [нотный сборник с аудиокассетами и фотодокументами]. — СПб., 1998.
- Услышанные голоса: [статьи, полевые материалы, мемуары]. — СПб., 2024.

Статьи
- Плач «c кукушкой»: Традиционное необрядовое голошенье русско-белорусского пограничья // Славянский и балканский фольклор. М, 1984. С. 160—178.
- 60 лет колхозной жизни глазами крестьян // Звенья: Исторический альманах. М., 1990. Вып. 1. С. 113—162.
- Современная заговорная традиция некоторых районов русского Северо-Запада (по полевым материалам 1973—1988 гг.) // Русский фольклор. СПб, 1993. Т. 27. С. 257—273.
- Егорьев день в западно-русской деревне // Живая старина. 1994. № 1. С. 43—45.
- Плач «под язык» и «под иканье» — особые вокально-ансамблевые формы причетной традиции // Экспедиционные открытия последних лет: Народная музыка, словесность, обряды в записях 1970-х — 1990-х годов: Статьи и материалы/ Сост. и отв. редактор М. А. Лобанов. СПб., 1996. С. 9—60.
- Рассказы крестьян о своей жизни // Revue des Etudes Slaves. Paris, 1997. С. 625—644.
- О фольклоре иудействующих (предварительные наблюдения) // Материалы Шестой ежегодной международной междисциплинарной конференции по иудаике. Еврейская культура и культурные контакты. М., 1999. Ч. 3: С. 52 — 70.
- «Срамные» песни в западно-русской свадьбе // Концепт греха в славянской и еврейской культурной традиции: Сб. статей / Отв. ред. О. В. Белова. М., 2000. С. 206—232.
- Общая теория лада. Монодические лады // Упражнения по теории музыки / Отв. ред. Н. Вокурова. СПб., 2002. С.87—105.
- Современное состояние традиционной музыкальной культуры западного региона России // Михайловская пушкиниана: Сб. статей. Пушкинские Горы; М., 2004. Вып. 34. С. 234—259.
- Новое прочтение «Записок» и писем М. И. Глинки глазами собирателя фольклора // М. И. Глинка. К 200-летию со дня рождения: Материалы международных науч. конф.: в 2-х тт. / Московская гос. консерватория им. П. И. Чайковского; Санкт-Петербургская консерватория им. Н. А. Римского-Корсакова; отв. ред.: Н. И. Дегтярёва, Е. Г. Сорокина. М., 2006. С. 356—364.
- Современная традиционная одежда русских староверов из штата Орегон (США) в ракурсе традиционной жизни и музыкального фольклора // История развития и региональная специфика русского костюма: Материалы Межрегиональной научно-практической конференции (26-28 октября 2006 г.) / Под общ. ред. О. Э. Эрдман. Смоленск, 2007. С.114—123.
- Егорьев день в западно-русской деревне: Взгляд через столетие // В. М. Добровольский в истории русской национальной культуре: Материалы Всероссийской научно-практической конференции, посвящённой 150-летию со дня рождения В. М. Добровольского. Смоленск, 2007. С 223—233.
- Traditional Customs of Russian Old Believers in Woodburn, Oregon // Folklorica: Journal of the Slavic and East European Folklore Association 2008. Vol. XIII. P. 97—113.
- Традиция похорон и поминов на территории русско-белорусского пограничья (по музыкально-этнографическим материалам 1970-х — 2000-ных гг) // Северно-белорусский сборник: обряды, песни, наигрыши, плачи, ворожба. СПб.: Российский институт истории искусств, 2012. Вып. 1. С. 88—107.
- Л. М. Кершнер: портрет фольклориста, или Запоздалое признание в любви / Временник Зубовского института. СПб.: Российский институт истории искусств, 2012. Вып. 9: Зубовский институт: времена, поколения, судьбы. С. 59—71.
- Песни орегонских староверов // Живая старина. 2012. 4(76). С. 41—44.
- Современное состояние поминальной традиции на территории русско-белорусского пограничья в контексте предшествующих этнографических публикаций // Весцi Беларускай дзяржаўнай акадэмii музыкi. Навукова-тэарэтычны часопic. Мiнск, 2013. № 23. С. 24—37.
- О методах перестройки ладового слуха на занятиях по музыкальному фольклору // Музыкально-теоретические дисциплины: Сб. статей к 75-летию Теоретико-композиторского отдела Музыкального училища им. Н. А. Римского-Корсакова. СПб., 2013. С.244—278.
- О формировании звуковысотного строя в процессе коллективного раннефольклорного интонирования (на примере западно-русской традиции) // Музыкальный мир в новом тысячелетии: взгляд из Санкт-Петербурга. СПб., 2014. Ч. 2. С. 175—191.
- Пушкин и Глинка: этномузыковедческий подтекст к биографии // Новоспасский сборник. Смоленск, 2015. Вып.10. С. 227—234.
- Вспоминая войну. Фрагменты мемуаров семьи Разумовских // Musicus. Вестник Санкт-Петербургской Государственной консерватории имени Н. А. Римского-Корсакова. 2015. № 2(42). СПб. С. 34—44.

Редактор-составитель
- Адам Соломонович Стратиевский: Книга памяти (1938—2013) / Сост. и общ. ред. Е. Н. Разумовской; ред. кол.: А. Фролов, В. Файбисович-Стратиевская; фото-ред.: Е. Антоненко, М. Разумовская. СПб.: Арт-Экспресс, 2016. 408 с., ил. + компакт-диск.

Пластинки и компакт-диски
- Фольклор Псковской области. Усвятские песни: Поёт народная исполнительница Ольга Сергеева. Обрядовые и лирические песни / Сост. и аннот. Е. Н. Разумовской (две пластинки). Ленинград, «Мелодия», 1978.
- Музыка русского Поозерья: [Традиционная музыка Усвятского района Псковской области в записях 1971—1978 гг.] / сост., ред., автор статьи на вкладыше Е. Н. Разумовская; реставратор экспедиционных записей Е. В. Белозёров. СПб.: Кардмедио, 2006.
- Музыка русского Поозерья: Усвятские песни в исполнении Ольги Сергеевой (полевые записи) 2 компакт-диска: «Круглый год» (№ 1-29). «Круг жизни» (№ 1-29) / сост., ред., автор буклета Е. Н. Разумовская; реставратор экспедиционных записей Е. В. Белозёров. СПб.: «Бомба-Питер», 2007.
- Ольга Сергеева. Студийные записи. 2 компакт-диска: «Календарные песни» (№ 1 — 17); «Свадебная музыка» (№ 1 — 16) / сост., ред., автор буклета и нотировок Е. Н. Разумовская; звукорежиссёр Геннадий Любимов. СПб.: «Бомба-Питер», 2009.
- Русские староверы из штата Орегон (США). 2 компакт-диска: «Духовные песни» (№ 1 — 15); «Мирские песни» (№ 1 — 23) / Сост., ред., автор записей и буклета Е. Н. Разумовская; звукорежиссёр Станислав Важов. СПБ.: «Бомба-Питер», 2011.

Биографическая проза
- Роняет лес багряный свой убор (Обрывки воспоминаний о родителях). СПб.: «Аргус СПб», 2019. 32 с., ил.

## Семья
Муж — скульптор Лев Самсонович Разумовский.
Дочери Татьяна Разумовская-Стратиевская, Мария Разумовская.
Внук Даниэль Стратиевский.